# Xa lộ thương mại

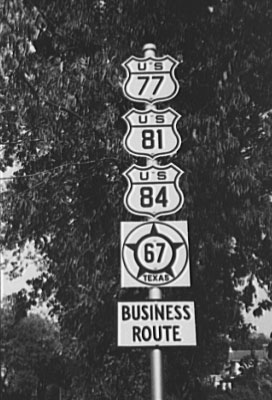
Hình năm 1939 mô tả một xa lộ thương mại tại thành phố Waco, Texas của Hoa Kỳ.

Xa lộ thương mại (tiếng Anh: business route) tại Hoa Kỳ và Canada là một loại đường giao thông đặc biệt và ngắn, đóng vai trò kết nối đến xa lộ mẹ mang số ngay từ điểm bắt đầu của nó rồi đi qua khu thương mại trung tâm của một thành phố hay thị trấn gần đó, và cuối cùng kết nối trở lại với cùng xa lộ mẹ mang số ở đầu kia của nó.

## Tên
Các xa lộ thương mại luôn luôn có cùng con số với xa lộ mà nó chạy song song.  Thí dụ, Quốc lộ Thương mại Hoa Kỳ 1 là một xa lộ vòng ngoài và chạy song song với Quốc lộ Hoa Kỳ 1.  Xa lộ Thương mại Liên tiểu bang 40 là xa lộ vòng ngoài và chạy song song với Xa lộ Liên tiểu bang 40.
Tại một số tiểu bang của Hoa Kỳ, xa lộ thương mại được gắn thêm mẫu tự "B" sau con số thay vì đặt biểu dấu "Business" (thương mại) phía trên con số.  Thí dụ, tiểu bang Arkansas cắm biển cho Quốc lộ Thương mại Hoa Kỳ 71 là "US 71B". Trên một số con dấu xa lộ và biển chỉ dẫn đường, từ "business" thường được viết tắt thành "BUS". Từ viết tắt này ít khi được dùng vì để tránh nhầm lẫn với các đường xe buýt (tiếng Anh viết là bus route).

## Biển dấu

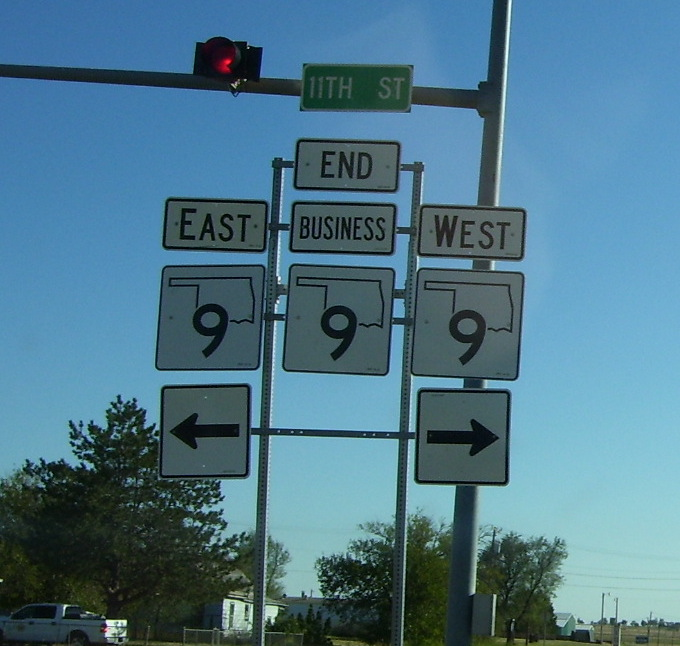
Hình trên là một ngã ba. Biển dấu "9" nằm giữa có một biển chữ "BUSINESS" ở phía trên là cách để đánh dấu một xa lộ thương mại. Bên trên nữa là chữ "END", có nghĩa Xa lộ Thương mại "9" kết thúc. Hai biển hai bên chỉ chiều đi hướng tây và đông của Xa lộ Tiểu bang 9 (xa lộ mẹ)

Cách đánh dấu Quốc lộ Thương mại Hoa Kỳ theo tiêu chuẩn tại tiểu bang Maryland.

Cách đánh dấu xa lộ thương mại tiểu bang tại tiểu bang Maryland.

Biển dấu xa lộ thương mại thì đa dạng, tùy thuộc vào loại xa lộ mẹ nào mà một xa lộ thương mại được sinh ra.  Các xa lộ thương mại đi song song với các xa lộ tiểu bang và quốc lộ Hoa Kỳ thường thường có biển dấu giống hệt và hình dạng tổng thể gần giống như xa lộ mẹ mà chúng chạy song song. Một biển hình chủ nhật có chữ "BUSINESS" đặt bên trên biển dấu của nó. Để nhận dạng và phân biệt các loại xa lộ nhiệm ý/đặc biệt (alternate route) với các xa lộ dòng chính mà chúng chạy song song, một số tiểu bang như Maryland bắt đầu sử dụng biển dấu màu xanh lá để chỉ xa lộ thương mại nằm ngoài quốc lộ Hoa Kỳ. Ngoài ra, Maryland cũng sử dụng biển dấu màu xanh lá để chỉ xa lộ thương mại nằm ngoài các xa lộ tiểu bang với chữ "BUSINESS" thay chỗ của chữ "MARYLAND" được dùng cho một xa lộ tiểu bang.
Hệ thống Xa lộ Thương mại Liên tiểu bang sử dụng biển thiết kế hình cái khiêng bốn cạnh tương tự như biển dấu của các xa lộ liên tiểu bang thông thường nhưng thay thế khuôn mẫu màu xanh dương và đỏ bằng màu toàn xanh lá. Chữ BUSINESS (thương mại) cũng xuất hiện trên đỉnh của biển dấu hình cái khiên thay cho chữ INTERSTATE (liên tiểu bang), và chữ LOOP (xa lộ vành đai/vòng) hay SPUR (xa lộ nhánh ngắn) có thể xuất hiện phía trên mã số.
Trên các bản đồ, các xa lộ thương mại thường được biểu thị bằng dấu hiệu chuẩn bao gồm mã số xa lộ và từ viết tắt "BUS" (thí dụ như "BUS 81" bên trong biển dấu của một quốc lộ Hoa Kỳ có nghĩa là Quốc lộ Thương mại Hoa Kỳ 81). Đối với các xa lộ thương mại liên tiểu bang, chữ LOOP (xa lộ vành đai/vòng) hay chữ SPUR (xa lộ nhánh ngắn) có thể được thêm vào trong biển dấu (thí dụ như "LOOP 44" nằm bên trong biển dấu một xa lộ).